# Myopathie avec surcharge en desmine
La myopathie avec surcharge en desmine est un type de myopathie se manifestant par une faiblesse musculaire lentement progressive qui touche de façon plus importante les muscles des extrémités des membres que les muscles des racines (cuisse et épaule).
Une minorité de malades se plaint de raideurs musculaires ou de crampes. Parmi les malades, 20 % présentent une neuropathie et 15 % à 30 % présentent une atteinte cardiaque.
Le diagnostic se fait sur la clinique, l'étude de la conduction nerveuse et surtout sur la biopsie musculaire.

## Sources
- (en) Duygu Selcen, Andrew G Engel, Myofibrillar Myopathy In GeneTests: Medical Genetics Information Resource (database online). Copyright, Université de Washington, Seattle. 1993-2005